# Manchester United Football Club 1946-1947
Questa pagina raccoglie le informazioni riguardanti il Manchester United Football Club nelle competizioni ufficiali della stagione 1946-1947.

## Stagione
A causa dell'inagibilità dell'Old Trafford per i danni riportati durante i bombardamenti della seconda guerra mondiale, il Manchester United disputò le gare casalinghe del primo campionato dalla chiusura del conflitto nel Maine Road, prendendolo in affitto dai concittadini del Manchester City per una cifra di 5 000 sterline a stagione. Nel frattempo era anche cambiata la guida tecnica, con Matt Busby che era stato ingaggiato poco prima della fine della guerra: pur non avendo alcuna esperienza in campo, il nuovo allenatore chiese e ottenne grandi libertà nell'organizzazion degli allenamenti, della rosa, dei trasferimenti e dello staff portando, in quest'ultimo caso, l'ex giocatore della nazionale gallese Jimmy Murphy
Sebbene eliminato nelle prime fasi della FA Cup, il Manchester United tornò dopo molti anni a disputare un campionato di vertice guidando la classifica nelle prime sei gare e restando in lotta per il titolo fino all'ultima giornata, concludendo infine secondo a -1 dal Liverpool campione.

## Maglie
Vennero riproposte le stesse divise utilizzate prima dell'inizio della guerra, con i calzettoni interamente neri.
| Casa | Trasferta |  |

## Organigramma societario
Area direttiva
- Presidente: James William Gibson
- Consiglio d'amministrazione: Harold Hardman

Area tecnica
- Allenatore: Matt Busby
- Allenatore in seconda: Jimmy Murphy

## Rosa
| N. |                        | Ruolo | Calciatore            |
| -- | ---------------------- | ----- | --------------------- |
|    | Inghilterra (bandiera) | P     | Cliff Collinson       |
|    | Inghilterra (bandiera) | P     | William Fielding      |
|    | Inghilterra (bandiera) | P     | Beresford Brown       |
|    | Inghilterra (bandiera) | D     | John Aston            |
|    | Inghilterra (bandiera) | D     | Allen Chilton         |
|    | Irlanda (bandiera)     | D     | John Carey            |
|    | Inghilterra (bandiera) | D     | William Redman        |
|    | Inghilterra (bandiera) | D     | Joe Walton            |
|    | Inghilterra (bandiera) | D     | Harry Worrall         |
|    | Inghilterra (bandiera) | C     | John Anderson         |
|    | Inghilterra (bandiera) | C     | Henry Cockburn        |
|    | Inghilterra (bandiera) | C     | Bert Whalley          |
|    | Inghilterra (bandiera) | C     | William Wrigglesworth |

| N. |                        | Ruolo | Calciatore       |
| -- | ---------------------- | ----- | ---------------- |
|    | Inghilterra (bandiera) | A     | Ronnie Burke     |
|    | Inghilterra (bandiera) | A     | Edward Buckle    |
|    | Inghilterra (bandiera) | A     | Jack Crompton    |
|    | Inghilterra (bandiera) | A     | Lawrence Cassidy |
|    | Scozia (bandiera)      | A     | Jimmy Delaney    |
|    | Inghilterra (bandiera) | A     | John Hanlon      |
|    | Inghilterra (bandiera) | A     | Samuel Lynn      |
|    | Inghilterra (bandiera) | A     | William McGlen   |
|    | Inghilterra (bandiera) | A     | Charlie Mitten   |
|    | Inghilterra (bandiera) | A     | John Morris      |
|    | Inghilterra (bandiera) | A     | Stan Pearson     |
|    | Inghilterra (bandiera) | A     | Jack Rowley      |
|    | Inghilterra (bandiera) | A     | Jack Warner      |